# Bairdiella
Bairdiella és un gènere de peixos de la família dels esciènids i de l'ordre dels perciformes.

## Morfologia
- Cos allargat, oblong i comprimit.
- Musell curt i rom.
- Mentó sense barbons o porus.
- Boca de mida moderada i lleugerament obliqua.
- Dents còniques i petites.
- Preopercle serrat.
- Escates aspres.[2]

## Distribució geogràfica
Es troba al Nou Món.

## Taxonomia
- Bairdiella armata (Gill, 1863)[3]
- Bairdiella chrysoura (Lacépède, 1802)[4]
- Bairdiella ensifera (Jordan & Gilbert, 1882)[5]
- Bairdiella icistia (Jordan & Gilbert, 1882)[6]
- Bairdiella ronchus (Cuvier, 1830)[7]
- Bairdiella sanctaeluciae (Jordan, 1890)[8][9][10][11][12][13][14]